# Thomas Martin (paleontólogo)
Thomas Martin (Darmstadt, 1960) es un paleontólogo alemán destacado en el campo de la mamalogía.
Es el director de la sección de mamalogía en el Forschungsinstitut Senckenberg en Fráncfort del Meno. Es catedrático en paleontología y profesor en la Universidad de Bonn (Alemania). Suele encargarse de analizar los últimos descubrimientos de mamíferos prehistóricos, como por ejemplo Castorocauda lutrasimilis.
Thomas Martin ha descrito los siguientes géneros y especies:
- Eurotamandua krebsi, junto con Gerhard Storch.